# Condensación de taquiones
En física, la condensación de taquiones es un proceso en el cual un campo de taquiones, usualmente un campo escalar cuya masa cuadrática asociada es negativa, adquiere un cierto valor esperado de vacío no nulo y llega a un mínimo de energía potencial.
Mientras que el campo sea taquiónico (inestable) cerca del punto original -el máximo del potencial- obtiene masa no-negativa (estable) cerca del mínimo.